# Nonna (Looney Tunes)
Emma Webster, meglio nota come la Nonna o Nonna Granny (Granny), è un personaggio immaginario dei cartoni animati Warner Bros. della serie Looney Tunes creato da Friz Freleng. Il personaggio è stato doppiato per sessant'anni dalla stessa attrice, June Foray.

## Personaggio
Il personaggio venne ideato da Friz Freleng nel 1937 per un cortometraggio ispirato a Cappuccetto rosso. Venne caratterizzato come una vecchia signora del XIX secolo, con un vestito blu e capelli grigi. Comparve da allora in numerosi cortometraggi e subì varie modifiche fino a quando negli anni cinquanta, a partire dall'episodio Il canarino non si tocca del 1949, assunse la caratterizzazione definitiva di padrona di Titti e Silvestro; le venne assegnato un nome nel corto del 1953, Emma Webster.

## Filmografia

### Cinema
Il personaggio esordì nel 1937 nel cortometraggio Little Red Walking Hood con il personaggio di Taddeo, diretto da Tex Avery; comparve poi in The Cagary Canary diretto da Bob Clampett, in Hiss and Make Up, diretto da Friz Freleng e in Hare Force con Bugs Bunny e un prototipo del gatto Silvestro; comparve poi nel corto Il canarino non si tocca e successivamente poi in molti cartoni degli anni cinquanta, sempre intenta a difendere il canarino Titti dal gatto Silvestro.
Al cinema è apparsa nei lungometraggi Space Jam, Looney Tunes: Back in Action e Space Jam: New Legends.

### Televisione
Nella serie I favolosi Tiny è una delle insegnanti alla Acme Looneyversity. In I misteri di Silvestro e Titti, è una detective che viaggia per il mondo risolvendo misteri insieme a Titti, Silvestro e il cane Ettore; nella serie Baby Looney Tunes, si occupa dei piccoli Looney Tunes e, in Looney Tunes Show vive insieme a Titti e Silvestro ed è una dei pochi a provare simpatia per Daffy Duck, di cui è vicina di casa. Nella stessa serie, nell'episodio Scapoli d'oro, si vede in un flashback, ambientato durante la Seconda guerra mondiale, la sua versione giovanile, quando era nel Women's Army Corps. Nello stesso episodio, si scopre essere in possesso della vera Torre Eiffel, donatale dopo aver sconfitto un membro delle forze naziste, e rivela che quella di Parigi è solo un'imitazione.